# Raphaël Cendo
Raphaël Cendo (Niça, 26 de febrer de 1975) és un compositor francès de música clàssica contemporània.

## Vida
Nascut a Niça, després d'estudiar piano i composició a l'École Normale de Musique de Paris, Cendo es va graduar al Conservatori de París (2000-2003) en composició, anàlisi i orquestració. Del 2003 al 2006 va estar a la classe de composició i música assistida per ordinador de l'IRCAM. Durant la seva formació, ha rebut lliçons d'Allain Gaussin, Marco Stroppa, Brian Ferneyhough, Fausto Romitelli i Philippe Manoury.
Ha impartit classes al Conservatoire de Nanterre a l'Escola Superior de Música de Catalunya (ESMUC), als cursos d'estiu de Darmstadt (2012-2014), a les sessions Voix Nouvelles de l'abadia de Royaumont (2012-2016), entre d'altres.
De 2009 a 2011, fou resident a la Vil·la Mèdici de l'Acadèmia de França a Roma. El 2007, Cendo va rebre el Prix Espoir, cedit per la fundació Francis et Mica Salabert, del concurs internacional de composició de l'Orquestra simfònica de Mont-real. El 2009 va rebre el premi Pierre Cardin de l'Académie des Beaux-Arts i el 2011 i el 2015 el premi Hervé Dugardin et Georges Enesco de la SACEM. Actualment, Raphaël Cendo viu i treballa a Berlin.

## Obra
Influït per la música espectral de Gérard Grisey, la música popular i per compositors com Helmut Lachenmann, Brian Ferneyhough i Fauso Romitelli, Cendo, juntament amb Franck Bedrossian i Yann Robin, explora el concepte de saturació o musique saturée.
Les seves obres són interpretades internacionalment per músics i ensembles reconeguts com el Klangforum Wien, el Tana Quartet, Linea, Dal Niente, Alternance, Cairn, Ictus, l'Ensemble InterContemporain, Itinéraire, musikFabrik, el Nouvel Ensemble Moderne, Either/Or, Yarn/Wire, el quartet Diotima, l'Orchestre nacional d'Île-de-França, l'Orchestre symphonique de Montréal, l'Orquestra Simfònica de la Ràdio de Baviera, l'Orquestra Radiofònica de Múnic, Les Percussions de Estrasburg, etc.

## Llista d'obres
- Scratch data (2002), per a percussió i electrònica, Maison ONA
- Rage in the heaven city (2004), per a gran orquestra, Maison ONA
- Masse-Métal (2005), per a vint-i-cinc músics, Maison ONA
- Action painting (2005), per a quinze músics, Verlag Neue Musik
- Décombres (2006), per a clarinet contrabaix i electrònica, Maison ONA
- Action Directe (2007), per a clarinet baix i tretze músics, Maison ONA
- Tract (2007), per a set músics, Maison ONA
- Octa 7 (2007), per a arpa i electrònica, en una coreografia d'Olivia Grandville.
- Refontes (2008), per a sis percussionistes i electrònica, Gérard Billaudot Éditeur
- Charge (2009), per a set instruments i electrònica amb vídeo de Paolo Pacchini, Gérard Billaudot Éditeur
- Introduction aux ténèbres (2009), per a contrabaix, veu de baix i electrònica, Gérard Billaudot Éditeur
- Furia (2009/2010), per a cello i piano, Verlag Neue Musik
- Faction pour piano (2011), percussió i guitarra elèctrica, Maison ONA
- Shadow (2011), per a sis cantants
- In Vivo (2011), per a quartet de corda, Gérard Billaudot Éditeur
- Rokh (2011-2012), per a flauta, violí, cello i piano, Verlag Neue Musik
- Foris (2012), per a cello i electrònica, Verlag Neue Musik
- Carbone (2012), per a flauta contrabaix, trompeta, guitarra i ensemble
- Substance (2013), per a quartet de corda, Verlag Neue Musik
- Registre des Lumières (2013), per a ensemble vocal, instrumental i electrònica en viu, Verlag Neue Musik
- Graphein (2014), per a nou músics, Verlag Neue Musik
- Badlands (2014), per a percussió, Maison ONA[3]
- Corps (2015), concert per a piano, Verlag Neue Musik
- Radium (2016), per a set músics, Maison ONA
- Denkklange (2016), per a orquestra simfònica, ONA
- Delocazione (2017), per a quartet de corda i quartet vocal, Maison ONA
- Oracles (2018), òpera, Maison ONA
- Le jour juste avant l'océan (2018), per a conjunt vocal, conjunt instrumental i jazz ensemble, Maison ONA
- Individua (2018), per a orque i cor, Maison ONA
- Ars satura (2019), per a flauta, saxòfon, percussió i piano, Maison ONA